# Chimie organique
Pour les articles homonymes, voir Chimie et Organique.
La chimie organique est le domaine de la chimie qui étudie les composés organiques, c'est-à-dire les composés du carbone (à l'exception de quelques composés simples qui par tradition relèvent de la chimie minérale). Ces composés peuvent être naturels ou synthétiques.
Une caractéristique du carbone consiste en l’aptitude qu’ont ses atomes à s’enchaîner les uns aux autres, par des liaisons covalentes, d'une façon presque indéfinie, pour former des chaînes carbonées d’une grande diversité. Les composés organiques sont ainsi constitués de molécules caractérisées par des enchaînements carbonés propres aux molécules dites « organiques ».
L'aptitude caractéristique du carbone implique qu'« il suffit alors de quelques autres éléments […] pour former avec lui des millions de molécules différentes, dont la masse moléculaire peut atteindre 100 000 ou même 1 000 000 ; on parle alors de macromolécules ».
Les molécules organiques contiennent fréquemment des atomes d’hydrogène et souvent des atomes d'oxygène ou d'azote et les molécules synthétiques proviennent souvent du pétrole.
La chimie organique étudie en particulier leur structure chimique, leurs propriétés, leurs caractéristiques, leur composition chimique, leurs réactions chimiques et leur préparation (par synthèse ou autres moyens). Ces composés peuvent comprendre d'autres éléments chimiques, comme les halogènes (fluor, chlore, brome, iode) ainsi que le bore, le silicium, le phosphore, le soufre ; plus rarement, le lithium, le sodium, le magnésium, le cuivre, le titane, le potassium, le fer, le cobalt, le zinc et le plomb. Cette dernière est appelée chimie organométallique.
La première définition de la chimie « organique » par Nicolas Lémery dans son Cours de chimie publié en 1690 était due à la conception erronée selon laquelle les composés organiques seraient les seuls entrant en jeu dans les processus du vivant. Cependant, les molécules organiques peuvent être produites par des processus sans rapport avec le vivant et le vivant dépend aussi de la chimie inorganique. Par exemple, de nombreuses enzymes ont besoin de métaux de transition comme le fer ou le cuivre pour être actifs ; et des matériaux comme les coquillages, les dents ou les os sont constitués en partie de composés organiques et en partie de matière inorganique (minérale).
Bien qu'il y ait un recouvrement avec la biochimie, cette dernière s'intéresse spécifiquement aux molécules fabriquées par les organismes vivants qui appartiennent aux grands groupes classiques (lipides, glucides, protides, acides nucléiques) ainsi qu'aux petites molécules produites par le métabolisme. Les composés organiques sont donc au cœur de ces disciplines. On les désignera sous le terme général de « substances » organiques qui inclut des macromolécules comme les protéines (polymères polypeptidiques).

## Historique
La chimie organique s'oppose par ailleurs à la chimie inorganique (minérale ou « générale »), laquelle s'occupe de l'étude des substances issues du monde minéral (la Terre, l'eau et l'atmosphère). Cette séparation tient au fait que jusqu'au début du XIXe siècle, les chimistes pensaient généralement que les composés des organismes vivants étaient trop complexes de par leur structure et que l'homme ne pouvait les synthétiser car leur formation avait nécessité l'intervention d'une « force vitale » (voir vitalisme). Ces composés étaient également particuliers du fait qu'ils pouvaient se reproduire. Ils appelèrent ces composés « organiques » et continuèrent à les ignorer.
L'essor de la chimie organique commença lorsque les chimistes découvrirent que ces composés pouvaient être abordés de façon similaire aux composés inorganiques et pouvaient être recrées en laboratoire sans avoir recours à la « force vitale ». Aux alentours de 1816, Eugène Chevreul commença une étude des savons à partir de différents corps gras et alcalis. Il sépara les différents acides qui, en combinaison avec les alcali, produisaient le savon. Ainsi, il démontra qu'il était possible de changer chimiquement les graisses afin de produire de nouveaux composés sans l'aide d'une « force vitale ». En 1828, Friedrich Wöhler fut le premier à produire l'urée, un constituant de l'urine qui est une molécule organique, à partir du cyanate d'ammonium NH4OCN qui est un réactif inorganique. Cette réaction fut ensuite appelée la synthèse de Wöhler. Il fut très prudent et ne déclara pas, ni à ce moment ni plus tard, la fin de la « théorie de la force vitale », mais ceci est maintenant considéré comme le tournant historique.
De 1850 à 1865, le chimiste français Marcellin Berthelot (1827-1907), professeur au Collège de France, se consacre à la synthèse organique et reconstitue le méthane, le méthanol, l'éthyne et le benzène à partir de leurs éléments, et expose ses théories dans son livre La Chimie Organique Fondée sur la Synthèse.
Un autre grand pas fut franchi en 1856 lorsque William Henry Perkin, alors qu'il cherchait à produire de la quinine, synthétisa de manière accidentelle la teinture organique maintenant appelée mauvéine. Cette découverte rapporta beaucoup d'argent et augmenta l'intérêt pour la chimie organique. Une autre étape fut la préparation en laboratoire du DDT par Othmer Zeidler en 1874, mais les propriétés insecticides de la molécule ne furent découvertes que beaucoup plus tard.
Une avancée cruciale pour la chimie organique fut le développement du concept de structure chimique, de manière indépendante et simultanée par Friedrich August Kekule et Archibald Scott Couper en 1858. Les deux hommes suggérèrent que les atomes de carbone tétravalents pouvaient se lier les uns aux autres afin de former un squelette carboné et que les détails des liaisons entre les atomes pouvaient être découverts par une interprétation de certaines réactions chimiques.
Le développement de la chimie organique continua avec la découverte des hydrocarbures et de leur séparation par distillation fractionnée en composés chimiques de points d'ébullition différents. La transformation des différents composants du pétrole grâce à des procédés chimiques de plus en plus nombreux engendra l'industrie pétrochimique dont dérive la synthèse du caoutchouc, de plusieurs adhésifs organiques et des plastiques.
L'industrie pharmaceutique débuta pendant la dernière décennie du XIXe siècle lorsque la production d'acide acétylsalicylique, plus connu sous le nom d'aspirine, commença en Allemagne par Bayer.
La première tentative d'amélioration systématique d'un médicament eut lieu avec le développement de l'arsphénamine (Salvarsan). De nombreux dérivés d'une molécule active mais très toxique (atoxyl) qu'on qualifierait maintenant de lead compound (en), furent synthétisés et testés par Paul Ehrlich et son équipe. À l'issue de cette optimisation (un drug design embryonnaire), le composé présentant le meilleur rapport efficacité/toxicité fut sélectionné pour la production.
Les premières réactions organiques furent souvent le résultat de découvertes fortuites mais, à partir de la seconde moitié du XIXe siècle, l'étude systématique des composés organiques se développa. Au début du XXe siècle, les progrès en chimie organique permirent la synthèse de molécules complexes en suivant un protocole par étapes. Au même moment, on découvrit que les polymères et les enzymes étaient des molécules organiques de grande taille et que le pétrole était d'origine biologique.
Le processus permettant de synthétiser une molécule précise à partir de précurseurs simples - et le plus souvent commerciaux - est appelé synthèse totale. La synthèse totale de composés naturels complexes, initiée avec la préparation de l'urée, gagna en complexité avec le glucose et le terpineol et, en 1907, la synthèse totale fut utilisée dans un but commercial pour la première fois par Gustaf Komppa avec le camphre. Les avancées dans le domaine pharmaceutique ont été importantes : il devint possible de synthétiser des hormones humaines complexes (stéroïdes, insuline) et d'en obtenir des dérivés. Depuis le début du XXe siècle, la puissance de la synthèse totale n'a cessé d'augmenter, rendant possible la préparation de molécules aussi complexes que la vitamine B12. De nos jours, les composés synthétisés peuvent comporter des dizaines de centres stéréogènes dont la stéréochimie peut être contrôlée grâce à la synthèse asymétrique.
Actuellement, plus de quarante-cinq millions de composés sont disponibles, souvent obtenus par voie synthétique et parmi lesquels rares sont les produits que l'on trouve dans la nature.
La chimie organique se définit maintenant simplement par l'étude des composés à base de carbone autres que les oxydes de carbone, les cyanures, les carbonates et les carbures autres que les hydrocarbures. On l'appelle également la chimie du carbone (voir aussi Composé organique).

## Caractéristiques
La raison pour laquelle il existe autant de composés carbonés est la capacité du carbone de former des liaisons covalentes avec lui-même et donc de former de nombreuses chaînes de différentes longueurs, ainsi que des cycles de différentes tailles. La plupart des composés organiques sont fort sensibles à la température et se décomposent généralement au-dessus de 200 °C. Ils ont tendance à être peu solubles dans l'eau, en tout cas moins solubles que les sels inorganiques. En revanche, et à l'inverse de tels sels, ils ont tendance à être solubles dans les solvants organiques tels que l'éther diéthylique ou l'éthanol. D'une manière générale, on peut retenir que les semblables (molécules plus ou moins polaires, protiques…) dissolvent les semblables.

## Représentation
Les composés organiques sont constitués d'atomes de carbone et d'hydrogène ; leur structure peut posséder d'autres atomes. Dans un souci de simplification, les chimistes ont pris l'habitude de représenter les molécules qu'ils manipulent sans faire figurer les atomes de carbone et d'hydrogène. Cette représentation est appelée formule topologique.

## Familles

### Composés aliphatiques
Les composés aliphatiques comportent des squelettes carbonés linéaires ou cyclisés (composés alicycliques) non aromatiques qui peuvent être modifiés par des groupes fonctionnels.
- Composés hydrocarbonés (hydrocarbures) :
  - alcanes
  - cycloalcanes
  - alcènes
  - alcynes
  - allènes

- Composés oxygénés:
  - alcools
    - alcools allyliques
    - alcools homoallyliques

  - éthers
  - époxydes
  - oximes
  - cétals (et hémi-cétals, acétals, hémi-acétals)
  - cétones
    - cétones α,β-insaturées
    - énols

  - aldéhydes
  - acides carboxyliques et leurs dérivés :
    - esters (et lactones)
    - amides (et lactames)
    - halogénures d'acyle
    - anhydrides

  - cétènes
  - isocyanates
  - ortho-esters
  - glucides

- Composés azotés:
  - amines
  - imines
  - énamines
  - nitriles
  - isonitriles
  - amides (et lactames)
  - isocyanates
  - oximes
  - azotures
  - triazènes

- Composés halogénés :
  - hydrocarbures halogénés
  - halogénures d'acyle

- Composés phosphorés :
  - phosphines
  - phosphites
  - phosphates
  - phosphonates

### Composés aromatiques
Un composé aromatique doit répondre à trois critères :
- être une molécule cyclique contenant des atomes de carbone et pouvant contenir des hétéroatomes ;
- avoir un système conjugué de types π-σ-π ou p-σ-π (avec σ = liaison simple, π = double liaison et p = doublet non liant) ;
- respecter la règle de Hückel.

Si le cycle contient au moins un atome autre que du carbone (en général N et/ou O, parfois S, mais d'autres possibilités existent : le sélénium par exemple), on parle d'hétérocycle.
- Composés benzéniques :
  - benzène et ses dérivés (phénols, amines aromatiques, etc.)
  - benzoïdes (benzènes polycycliques)
  - fullerènes

- Hétérocycles :
  - pyridine
  - furane
  - thiophène
  - pyrrole
  - porphyrine
  - chlorine

### Autres
On peut également citer les composés issus d'autres branches reliées à la chimie organique :
- polymères
- composés organométalliques
- ylures de phosphore
- bases fortes et très fortes (15.5<pKa<60) utilisées spécialement en synthèse organique :
  - hydrures
  - amidures
  - alcoolates
  - organolithiens

## Réactions
- Acylation de Friedel-Crafts
- Alkylation de Friedel-Crafts
- Addition nucléophile
- Addition électrophile
- Aldolisation/Cétolisation
- Catalyseur et réaction d'Adkins
- Crotonisation
- Élimination
- Estérification
- Oxydation de Kornblum
- Oxydation de Swern
- Oxydation d'un alcool
- Réaction de Balz-Schiemann
- Réaction de Diels-Alder
- Réaction de Markó-Lam
- Réaction de Pinner
- Réaction de Sandmeyer
- Réaction de Wittig
- Réaction de Wolff-Kishner
- Réaction de Wurtz
- Réarrangement de Beckmann
- Réduction de Birch
- Réduction de Clemmensen
- Substitution électrophile aromatique
- Substitution nucléophile

## Règles élémentaires
- Règle de Markovnikov
- Règle de Zaïtsev